# Mecopus
Mecopus é um género botânico pertencente à família Fabaceae. Está incluso na subfamília Faboideae.